# Katarzyna Zillmann
Katarzyna Marta Zillmann (ur. 26 lipca 1995 w Toruniu) – polska wioślarka, wicemistrzyni olimpijska, mistrzyni świata i Europy.

## Życiorys
Wioślarstwo zaczęła uprawiać w 2009 roku. Podjęła studia socjologiczne na Uniwersytecie Mikołaja Kopernika w Toruniu.

### Kariera juniorska
Została finalistką mistrzostw świata juniorów w czwórce bez sterniczki w 2013 (4. pozycja) i mistrzostw świata młodzieżowców w ósemce ze sterniczką w 2014 (6. miejsce). Dwukrotnie, w 2015 i 2016, zdobyła mistrzostwo świata młodzieżowców w rywalizacji kobiecych czwórek podwójnych, wspólnie z Martą Wieliczko, Olgą Michałkiewicz i Krystyną Lemańczyk.

### Kariera seniorska
Wielokrotnie stawała na podium Pucharu Świata.
W 2017 zajęła 4. miejsce w czwórce podwójnej na mistrzostwach Europy, a następnie w tej samej konkurencji zdobyła srebrny medal mistrzostw świata (z Agnieszką Kobus-Zawojską, Martą Wieliczko i Marią Springwald).
W 2018 została mistrzynią Europy i mistrzynią świata w czwórce podwójnej (w obu startach z Agnieszką Kobus-Zawojską, Martą Wieliczko i Marią Springwald).
W 2019 została wicemistrzynią świata w czwórce podwójnej (z Agnieszką Kobus-Zawojską, Martą Wieliczko i Marią Springwald).
W 2021 zdobyła srebrny medal w czwórce podwójnej na igrzyskach olimpijskich w Tokio. Osadę tworzyły: Marta Wieliczko (Wisła Grudziądz), Agnieszka Kobus-Zawojska (AZS-AWF Warszawa) i Maria Sajdak (AZS-AWF Kraków). Gratulacje wioślarkom złożyli: prezydent RP, premier oraz minister kultury i sportu.
W sierpniu 2021 została odznaczona Krzyżem Kawalerskim Orderu Odrodzenia Polski.
Wspólnie z koleżankami z wioślarskiej czwórki podwójnej, zajęła 8. miejsce w 87. Plebiscycie Przeglądu Sportowego na najlepszego sportowca 2021 roku.

### Życie osobiste
W 2017 uratowała niedoszłego samobójcę, który skoczył z mostu do Wisły. Podczas akcji ratunkowej zniszczeniu uległa łódka Zillmann, która później została odkupiona przez Urząd Miasta.
W 2019 brała udział w akcji „Sport przeciw homofobii”. Jest lesbijką, w związku z Julią Walczak, kanadyjkarką.
21 października 2021 podczas uroczystej gali „LGBT+ Diamond Awards” przyznano jej tytuł ambasadorki osób LGBT. 22 marca 2024 została doradczynią ministra sportu Sławomira Nitrasa ds. praw kobiet i walki z dyskryminacją płciową w sporcie.
Jesienią 2025 będzie uczestniczyła w 17. edycji programu Dancing with the Stars. Taniec z gwiazdami w Polsacie.